# Aixada
L'aixada o magall és una eina utilitzada en l'agricultura formada per una peça de ferro acerat, més o menys plana o corbada i de forma variable, amb un mànec de fusta de prop de 80 cm. S'empra per a trencar o cavar la terra i moure piles de sorra o ciment entre altres usos, com arrancar la brossa o el pedreny.
També es coneix com a magalla, tot i que a la Cerdanya es distingia el magall de la magalla perquè aquesta no té escarpell. Altres noms són aixada escarpellera, fes (més estreta, que serveix per a cavar, amb punta o boca estreta per un cap i amb escarpell o tallant per l'altre), i al País Valencià llegó o lligó (enjondre designen una aixada petita).

## Pes i dimensió de l'aixada
El pes de la peça de ferro determina la profunditat del tall fet a la terra i la capacitat de fer palanca en extraure la peça (amb finalitat d'obrir el tall, voltejar i remenar la terra). Amb les aixades més lleugeres en lloc de cavar la terra, se li dona forma, com ara aplanar, repartir, amuntegar o fins i tot eliminar vegetació tallant-ne les arrels. En el regadiu tradicional la varietat d'aixades és comú a totes les cultures que l'han practicat.

## Classes
Hi ha dos tipus generals d'aixades: aixades de tracció per donar forma al sòl i aixades de cultiu per deserbar i airejar el sòl.
Una aixada de tracció té una fulla col·locada aproximadament en angle recte amb l'eix. L'usuari talla el terra i després tira (retira) la fulla cap a ell. Alterar l'angle del mànec pot fer que l'aixada cavi més profund o menys profund a mesura que es llença de l'aixada. Es pot utilitzar fàcilment una aixada per cultivar el terra a una profunditat de diversos centímetres. Un disseny típic d'aixada d'extracció, l'"aixada d'ull" té un anell al cap a través del qual s'ajusta el mànec. Aquest disseny s'ha utilitzat des de l'època romana.
Depenent de la seva mida i forma també s'anomena azadó (full tallant més gran que l'aixada i amb mànec llarg), aixadó (fulla de menor mida que l'aixada i amb mida llarga o intermedi) i l'aixa (fulla de menor grandària que l'aixada amb mànec curt, de vegades amb incorporació al costat oposat del tall de la fulla d'un cap en forma de martell —molt usada en tasques de fusteria—). També pot tenir forma d'aixada estreta en un extrem una variant del pic.
Les seves dimensions varien segons l'aplicació i les regions, i la mida corrent és de 20 a 25 centímetres la planxa i de 60 a 80 el mànec. Les aixades per a la bina són llargues i les d'escardar tenen les vores tallants per seccionar les herbes perjudicials.
De manera general, es descriuen aquí les aixades més comunes:
- Aixada ampla. Eina de fusta i ferro, amb fulla, ull i oposadament un caç (també anomenat cas o esquena). El mànec és llarg per al seu ús amb dues mans. El seu ús principal és per fer malesa i herba per als animals de les vores i ribassos on abunda. També s'usa per a cavar vores i racons on l'arada no arriba.[4]
- Aixada d'eixobrir. La fulla és de forma lobulada, estreta i acabada en punta. S'utilitza per a descalçar els ceps de les vinyes, impedint que els raïms toquen la terra i puguen podrir-se.[4] El càvec és una eina semblant, amb fulla cordiforme acabada en punta o en tall recte, i utilitzada per a entrecavar la soca de les vinyes, fent un cavalló al voltant d'elles.[5]
- Aixada d'escardar pataques. És una eina de fusta i ferro consistent en una fulla de la mateixa amplària o una mica més que la de l'aixada de mitja fulla, però més curta, amb un rastell a l'altre costat de l'ull, perpendicular a la fulla i amb tallant en un extrem. Aquest rastell és de dimensions més reduïdes que els d'altres aixades. El mànec està dimensionat per a usar-se amb una o dues mans. S'utilitza per a escardar i entrecavar les creïlleres, com indica el seu nom, però també per a collir alls i cebes.[4]
- Aixada estreta. La peça de ferro es compon d'un pic corbat de 2 a 4 cm d'amplària i 40 cm de llarg i acabat en punta, i a l'altre costat de l'ull un rastell de 15 cm. El mànec és per a dues mans. Serveix per a llevar la màquia i les arrels, així com despedregar i obrir terra nova.[4]
- Aixada de mitja fulla. Aquesta eina de ferro i fusta es caracteritza per la seua fulla, la qual porta en la part oposada un rastell, a voltes substituït per un caç. S'utilitza en la llaurança per desterrossar, per a femar i per a la collita. Es fa servir per cavar en llocs on el terreny és dur, s'argila i amb pedres, especialment en racons on l'arada no pot arribar. Altres usos secundaris són tallar el coscoll, l'argilaga i altres herbes per a fer el gavell. Per a aquest últim ús hi ha una variant amb el rastell més gran, de dimensions similars a les de la fulla.[4]
- Aixadella. La seua fulla és més curta que la de les altres aixades i en la part oposada de l'ull té un petit caç. El seu ús original era birbar els camps de cereals. També s'usa per entrecavar conreus –especialment alls i cebes- i en la sembra de planter.[4]
- Aixadó. Utilitzat per a la collita de creïlles i per a carregar el fem als cabassos, està caracteritzat per la seua fulla, que té la forma de la de l'aixada però buidada pel centre. Al costat oposat de l'ull porta un caç. El mànec és llarg per a dues mans.[4]

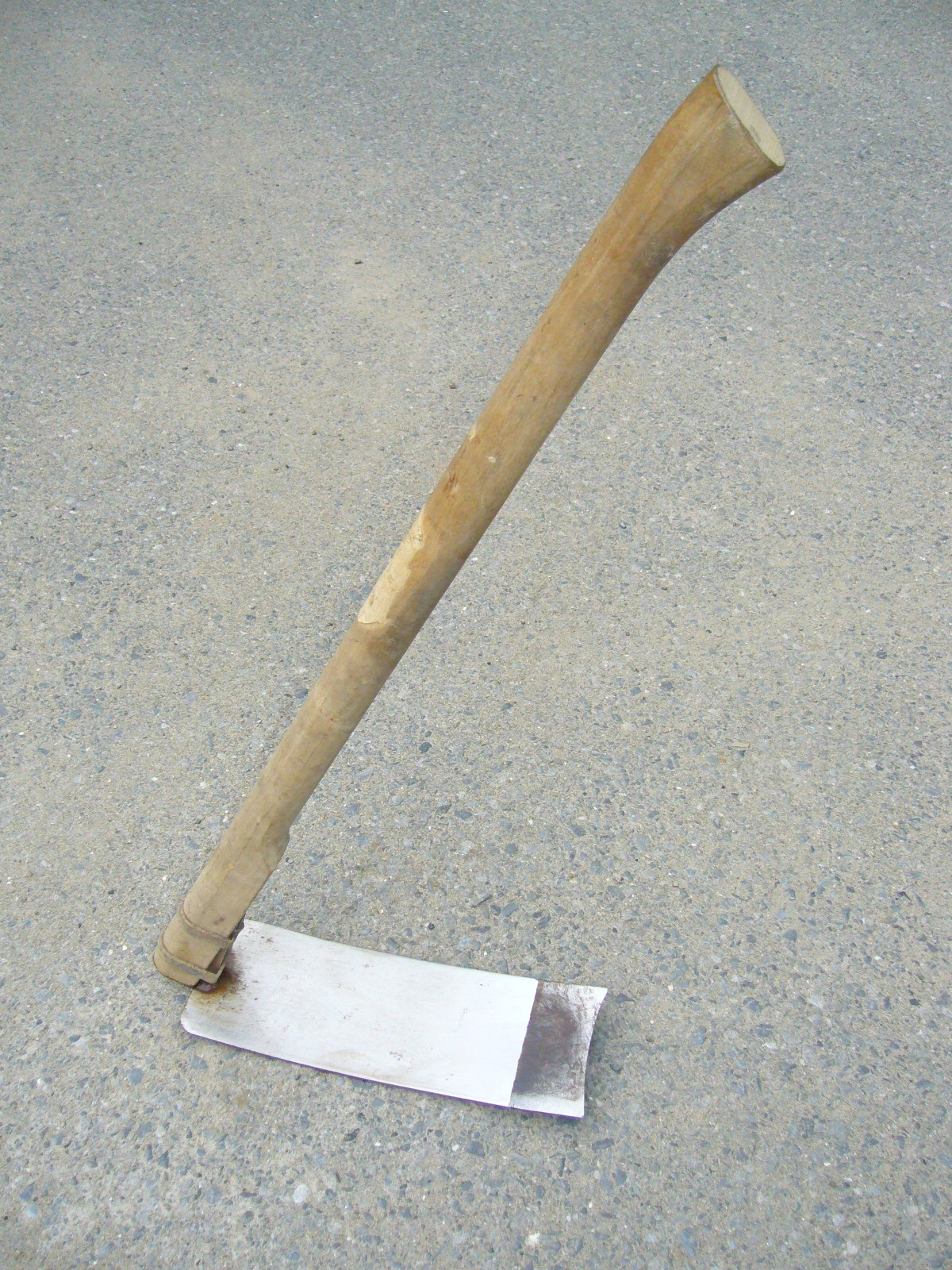
Aixada lleugera del japó (Okinawa) anomenada Kuwa, usada en una modalitat d'arts marcials de l'illa.

### Aixades de tracció

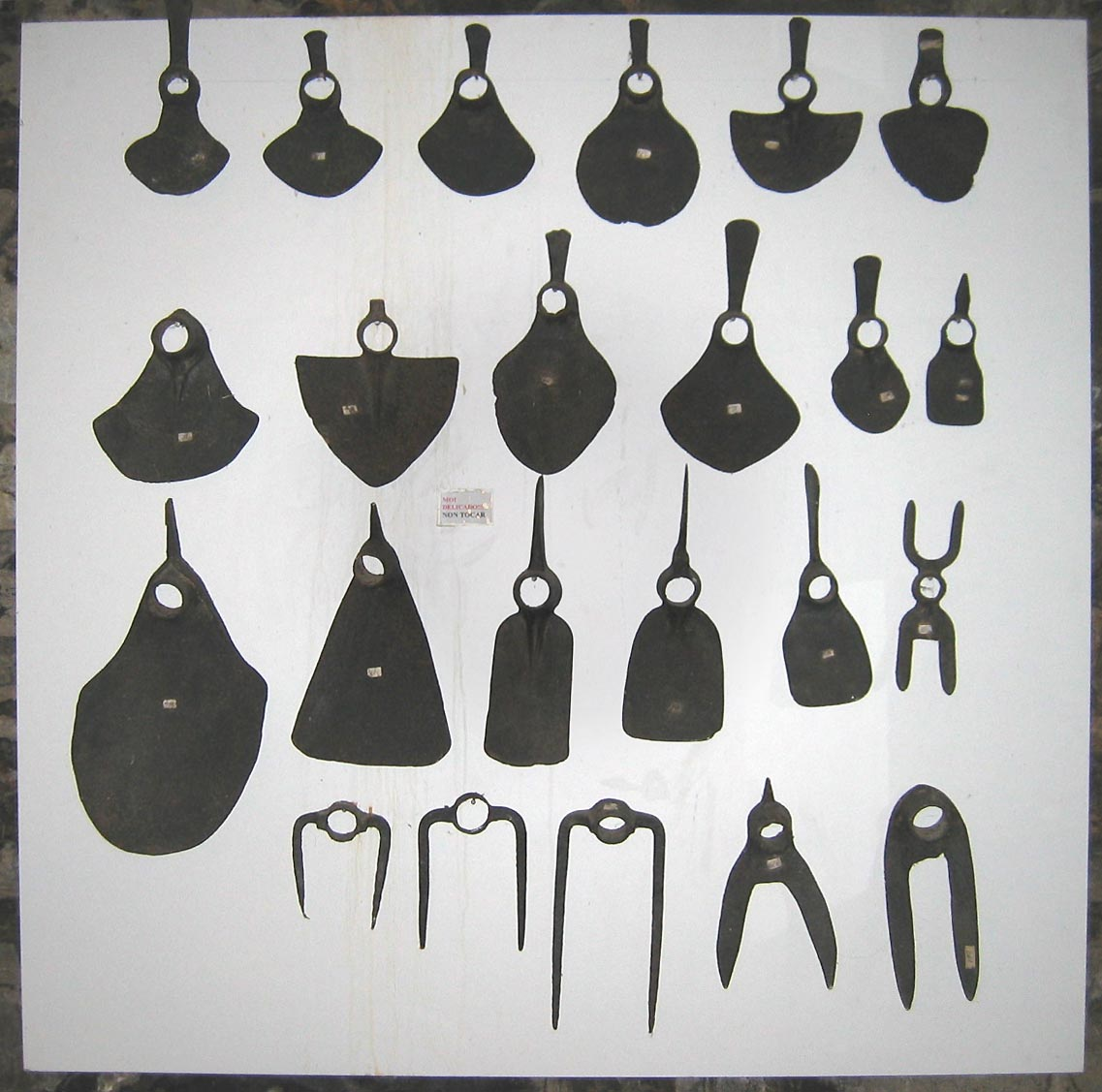
Caps d'aixada, algunes amb dents de truja (en alemany: Sauzahn), Centre Etnogràfic de Soutelo de Montes, Pontevedra, Galícia

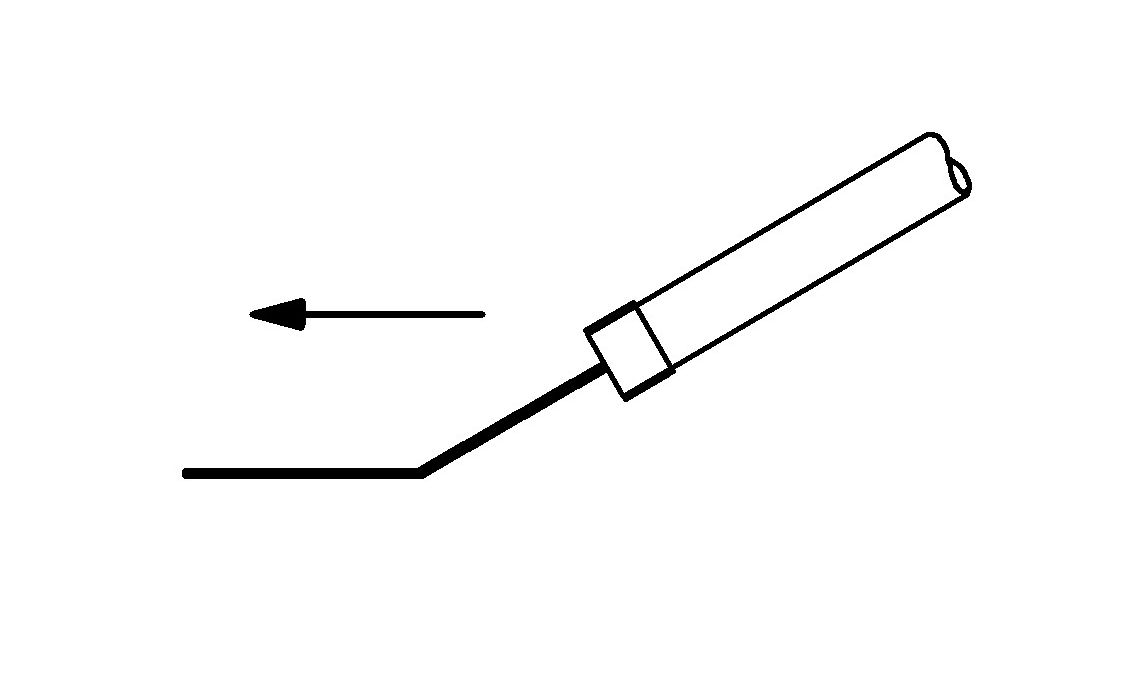
Eina de cultiu, una aixada d'empenta

- La típica aixada agrícola i de jardineria amb una fulla ampla i pesada i una vora recta es coneix com aixada italiana,[6] simplement aixada en català,[7][8][9][10][11] o dago[12][13] ("dago" sent un insult ètnic que es refereix a italians, espanyols o portuguesos).
- L′aixada de cavallet, també coneguda en anglès com aixada Warren[14] i l′aixada trepant, és una aixada triangular (punta cap avall) o en forma de cor que és particularment útil per cavar solcs estrets ("trepant") i rases poc profundes per a la plantació de llavors o bulbs.[15][16]
- L′aixada Paxton és similar a l'aixada italiana, però amb un full rectangular més arrodonit.
- L′aixada per a flors té una fulla molt petita, la qual cosa la fa útil per desmallar i airejar al voltant de les plantes en creixement, per no pertorbar les seves arrels superficials mentre elimina les males herbes més enllà de l'abast del braç del jardiner.
- En anglès hoedat, hoedag o hodag és una eina semblant a una aixada que s'usa per a plantar arbres.[17] Segons Hartzell (1987, p. 29), "La hoedag [va ser] originalment anomenada skindvic hoe... A Hans Rasmussen, el llegendari contractista i propietari d'una explotació fustera, se li atribueix haver inventat la hoedag amb fulla corba, convexa i de punta rodona que s'usa molt actualment" (èmfasi afegit).[18]
- L′aixada per a morter és una eina específica per a la barreja manual de morter i formigó, i té l'aspecte d'una típica aixada de fulla quadrada amb l'addició de grans orificis a la fulla.[19]

### Aixades de cultiu
- L'aixada holandesa està dissenyada per ser tirada a través del terra per tallar les arrels de les males herbes just sota la superfície. Una aixada holandesa té un full "esmolat a tots els costats per tallar cap endavant i cap enrere".[20] La fulla s'ha de col·locar en un pla lleugerament inclinat cap amunt en relació amb l'eix doble de l'eix. L'usuari empeny el mànec per moure la fulla cap endavant, forçant-la sota la superfície del terra i mantenint-la a poca profunditat alterant l'angle del mànec mentre empeny. Una aixada de baralla pot cultivar fàcilment el terra i eliminar les males herbes de la capa superficial.

- L'aixada de cèrcol, també coneguda com "aixada d'acció",[21] oscil·lant, d'hula, d'estrep, de pèndol,[22] o "aixada giratòria" té un full de doble tall que es doblega per formar un rectangle unit a l'eix. Les males herbes es tallen just a sota de la superfície del terra a mesura que s'empeny i estira la fulla. El moviment d'anada i tornada és molt efectiu per tallar males herbes en sòls solts o trencadissos. L'amplada de la fulla sol oscil·lar entre 8 i 18 cm. El cap és un bucle de corretja de metall plana i esmolada. No obstant això, no és tan eficient com una aixada per moure terra.[23]

- L′aixada col·lineal té una fulla estreta i esmolada que s'usa per tallar les arrels de les males herbes fregant-les just a sota de la superfície del terra amb un moviment d'escombrat;[24] no és adequada per a tasques com moure el terra i picar. Va ser dissenyada per Eliot Coleman a fins de la dècada de 1980.[25]
- L'aixada swoe és una moderna aixada de tall d'un sol costat, essent una variant de l'aixada holandesa.

## Història
Les aixades són una tecnologia antiga, anterior a l'arada i potser precedida només pel 'pal de cavar'. A la prehistòria, les primeres aixades eren de pedra amb mànec de fusta. Com les actuals, incidirien de forma obliqua a la terra, mitjançant l'impuls humà, per obrir forats o solcs. En la mitologia sumèria, la invenció de l'aixada es va atribuir a Enlil, el cap del consell de déus. L'arada de mà (mr) va ser representat en l'art egipci predinàstic, i les aixades també s'esmenten en documents antics com el Codi d'Hammurabi (ca. segle xviii) i el Llibre d'Isaïes (c. segle viii).

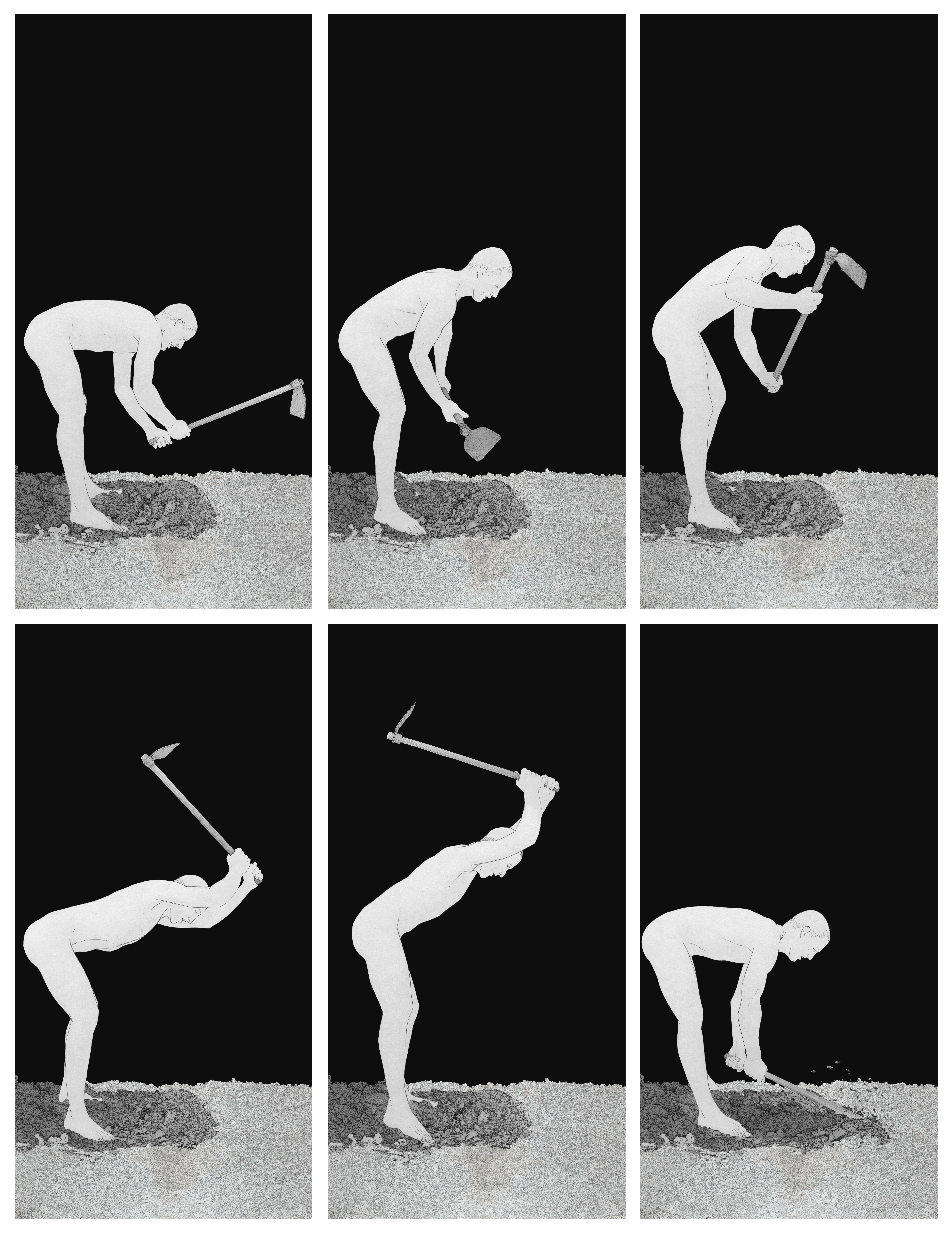
Ús de l'aixada per cavar. Imatge cedida pel Museu Valencià d'Etnologia.

Alguns especialistes han proposat a l'aixada arrossegada per una corda amb tracció humana com a origen de l'arada. Les primeres arades apareixen a Mesopotàmia meridional cap al 4500 aC i a Egipte i Índia entre el 4000 i 3000 aC primer arrossegats per l'home i després per tracció animal. Les primeres reixes—part en contacte amb la terra per obrir-la i aixecar-la— van ser de la mateixa peça de fusta de l'arada, després de peça diferent de fusta tractada i endurida al foc, per finalment ser de metall, més duradora i eficient.
L'anglès Jethro Tull va inventar en el segle xvii una aixada de cavar tirada per un cavall, sent la millor la del sistema Garrett, amb la qual es pot escardar en un dia, amb la sola ocupació d'un cavall, quatre o cinc hectàrees de cereals, remolatxa, etc.
El dany humà causat per l'ús prolongat d'aixades de mànec curt, que requerien que l'usuari s'inclinés des de la cintura per arribar a terra. Amb el temps, això podria causar dolor lumbar permanent i incapacitant als treballadors agrícoles. Amb el temps això va resultar en un canvi després d'una lluita liderada per César Chávez amb l'ajuda política del governador Jerry Brown a la Cort Suprema de Califòrnia. Van declarar que l'aixada de mànec curt era una eina manual insegura que va ser prohibida per la llei de Califòrnia el 1975.

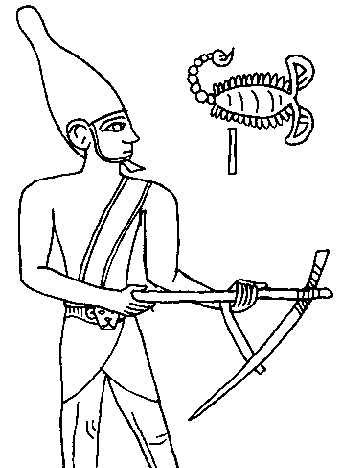
'Sr' arada de mà,període protodinàstic d'Egipte (del gorro del rei Escorpí)
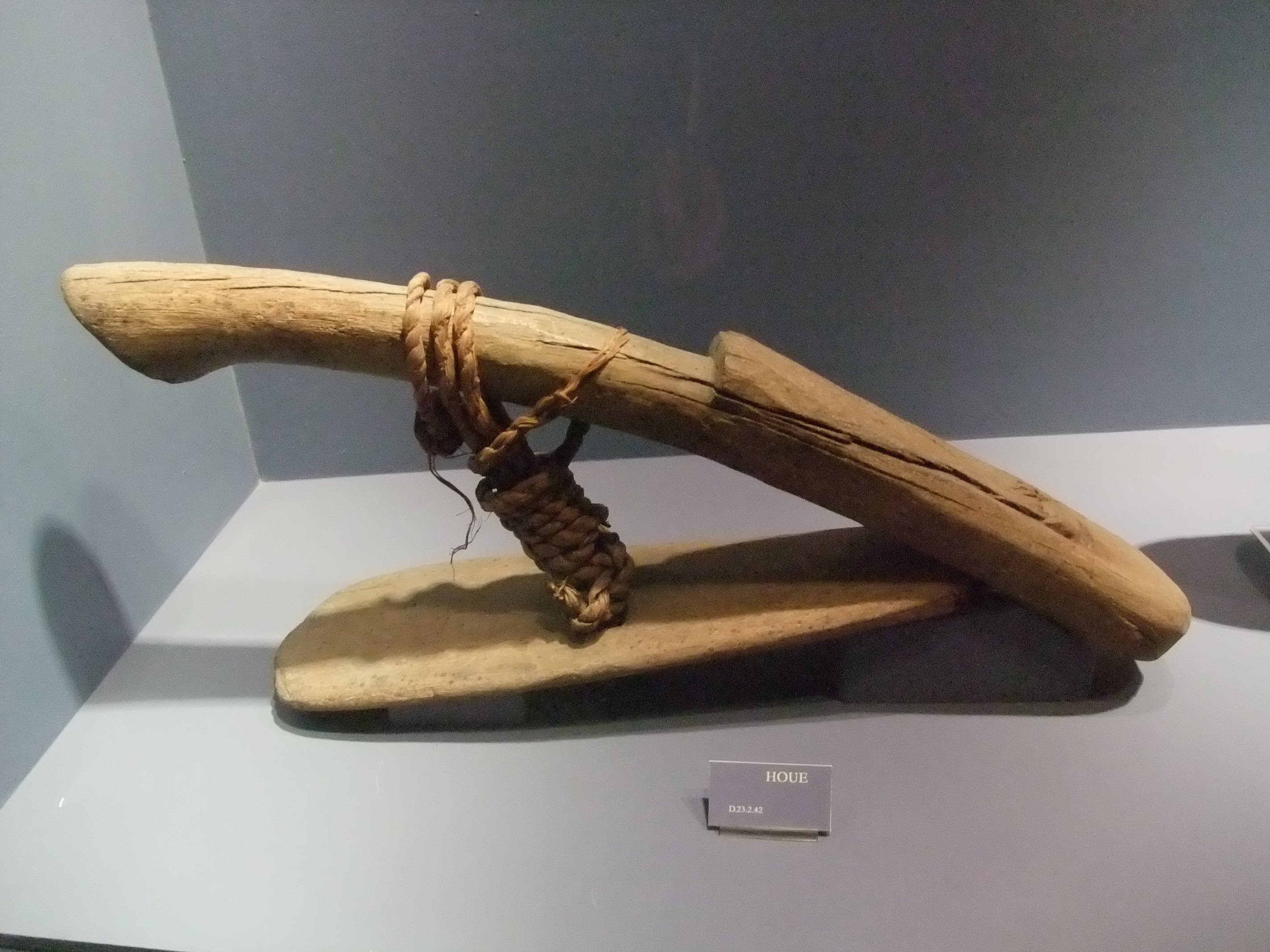
Una aixada egípcia antiga
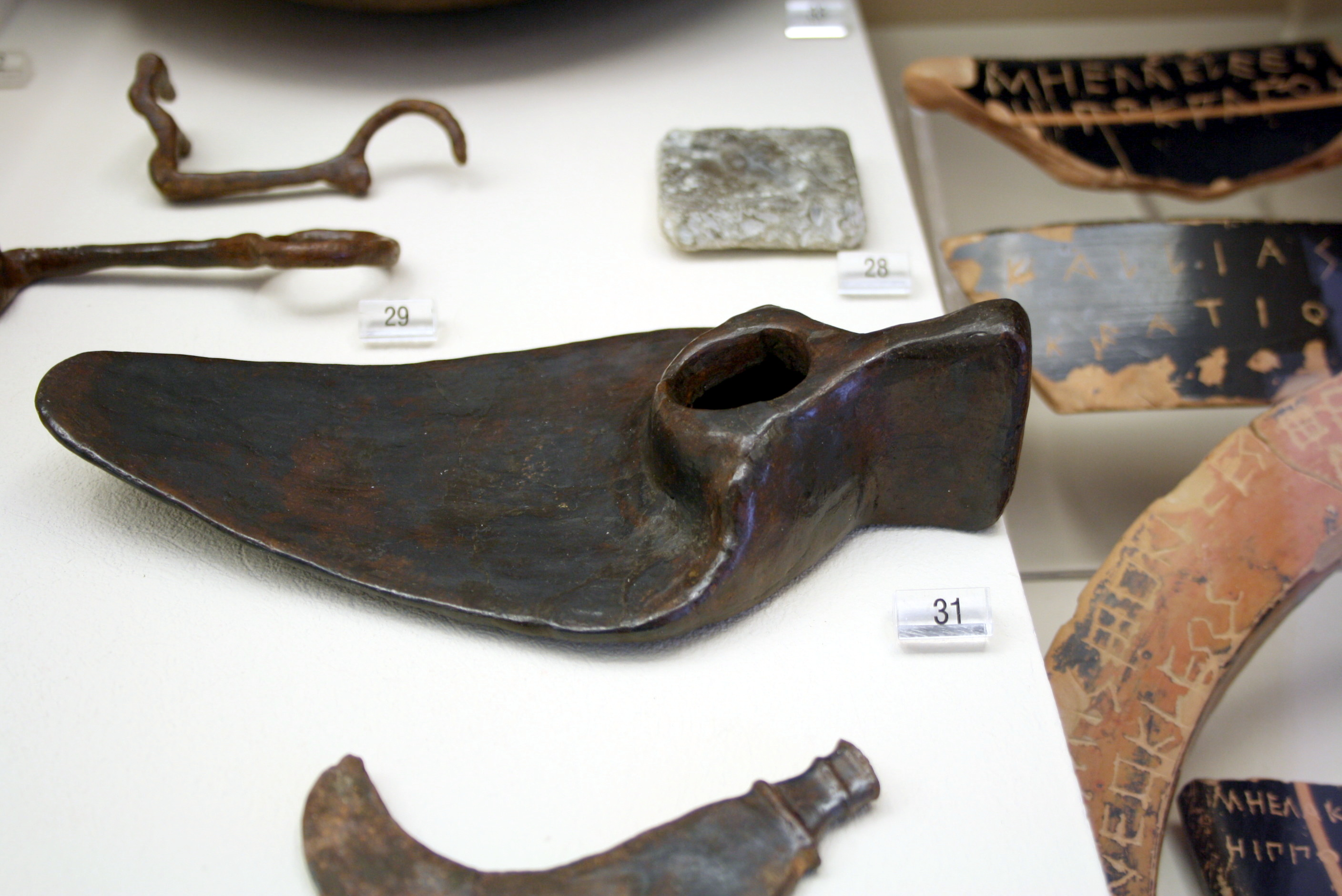
Aixada de ferro grega antiga (Kerameikos Museu Arqueològic)
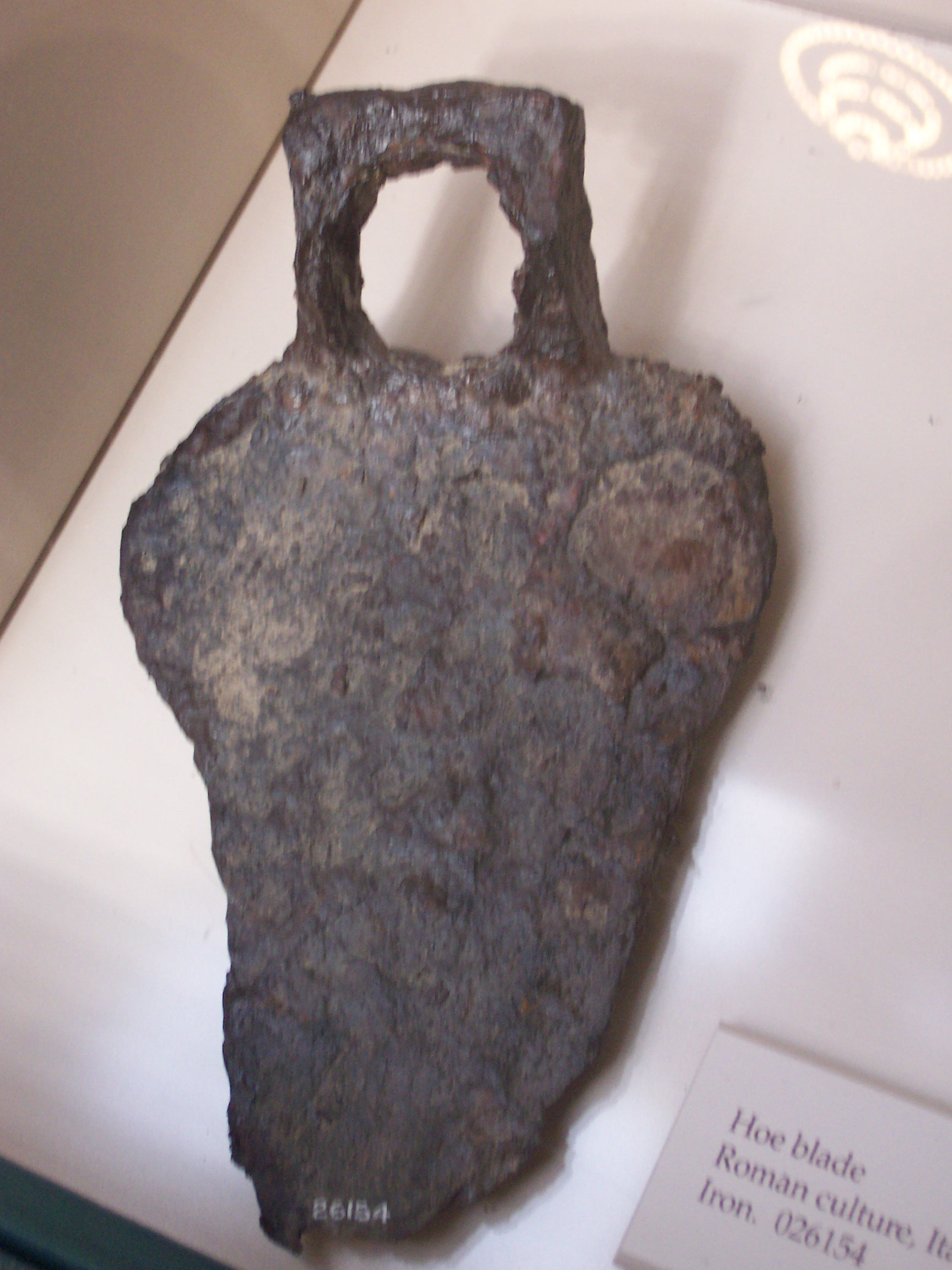
Full de ferro d'una antiga aixada romana amb més de 2000 anys d'antiguitat
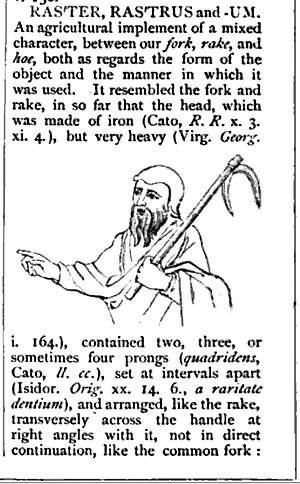
Aixada tipus forquilla romana
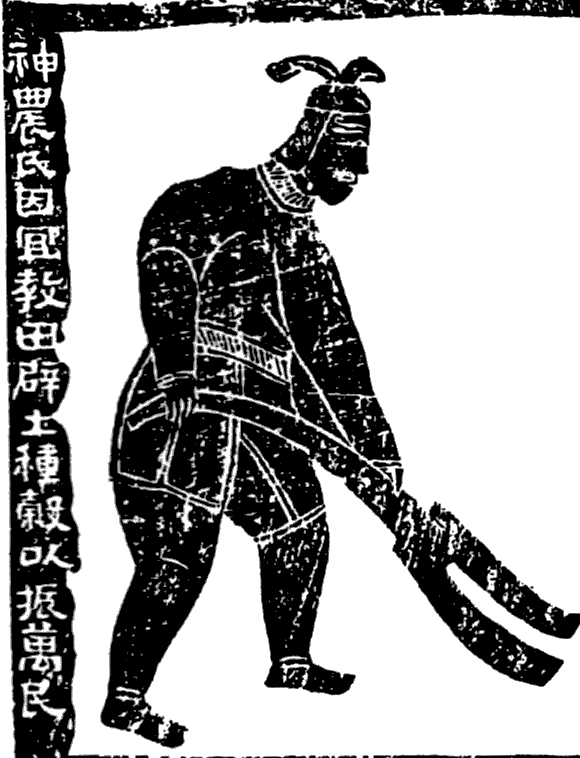
El granger diví Shennong (dinastia Han, Segle II)
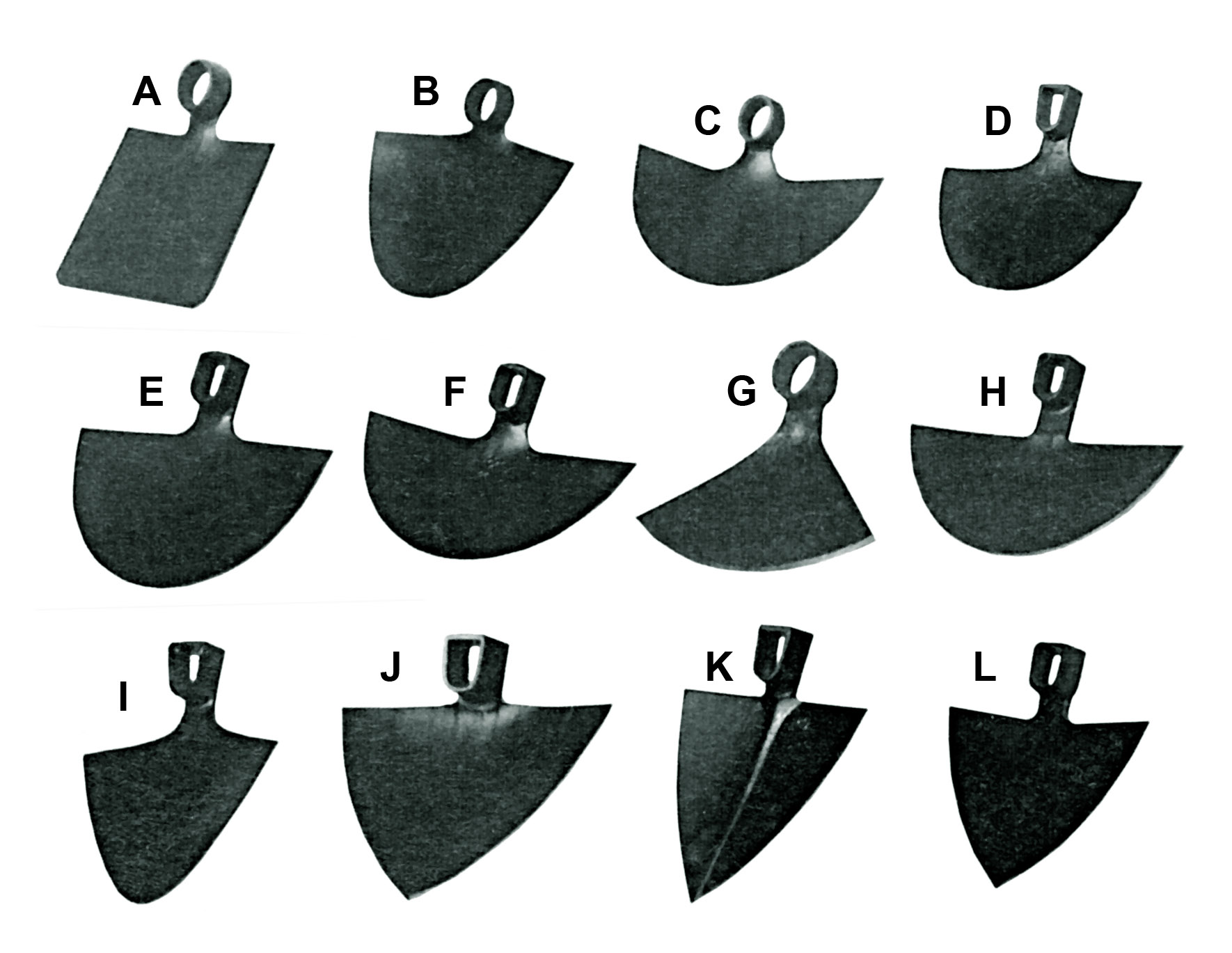
Fulles d'aixades de Sèrbia
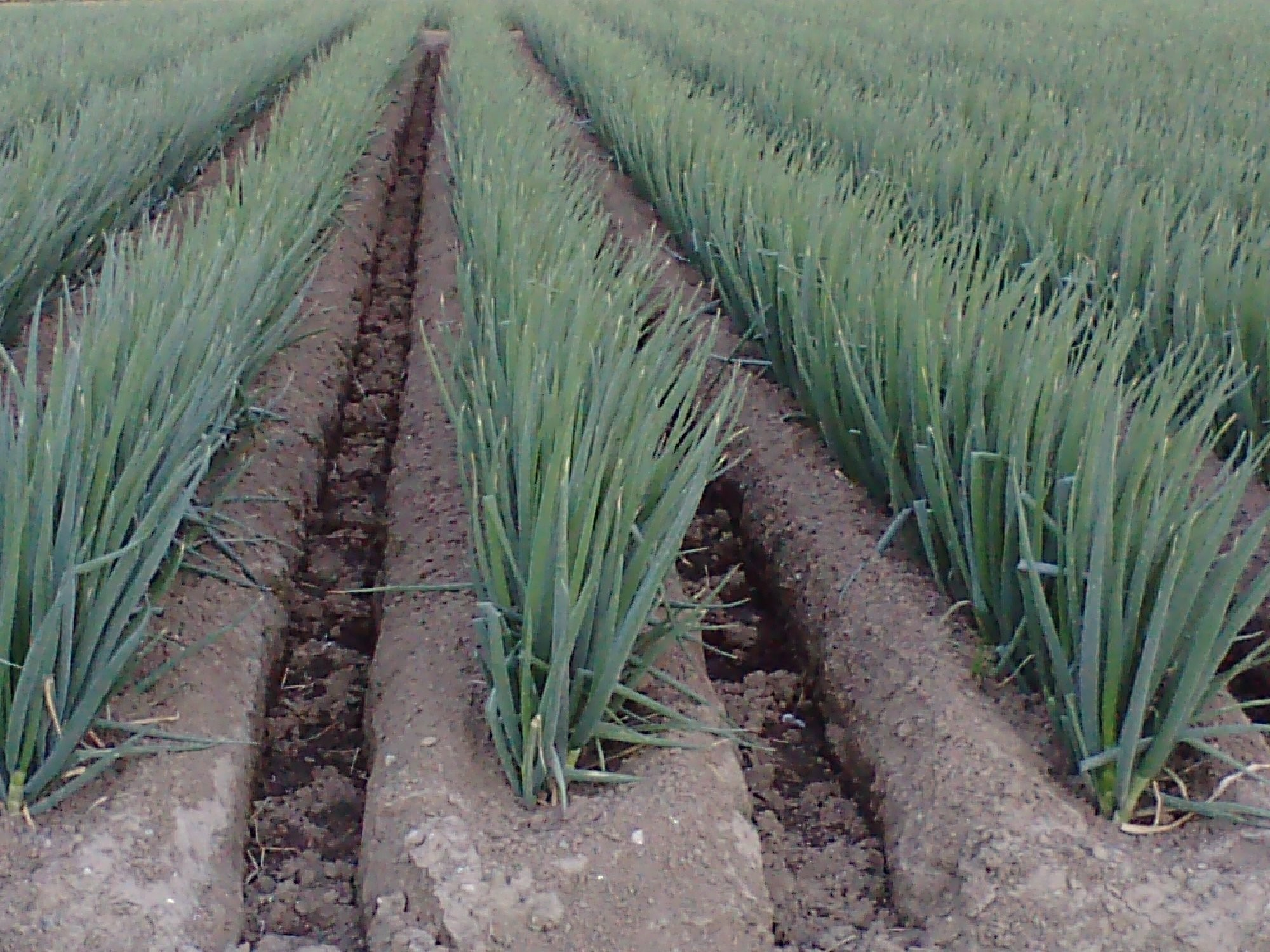
Aporcat (Une japonès 畝) per a cibulets, arada amb cultivador rotatiu o aixada (2007)
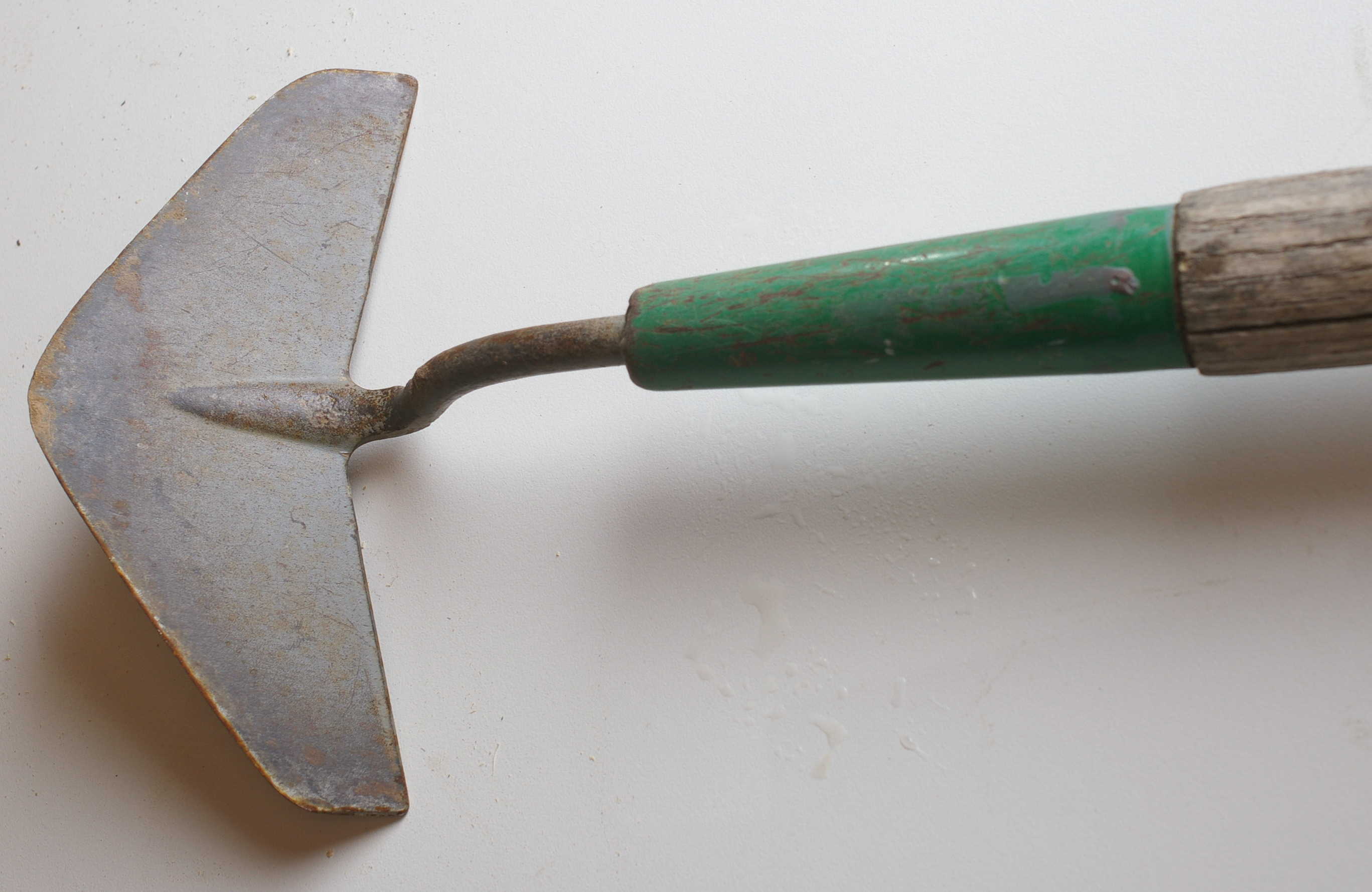
Una aixada holandesa o aixada d'empenta; generalment unida a una empunyadura llarga ia un mànec
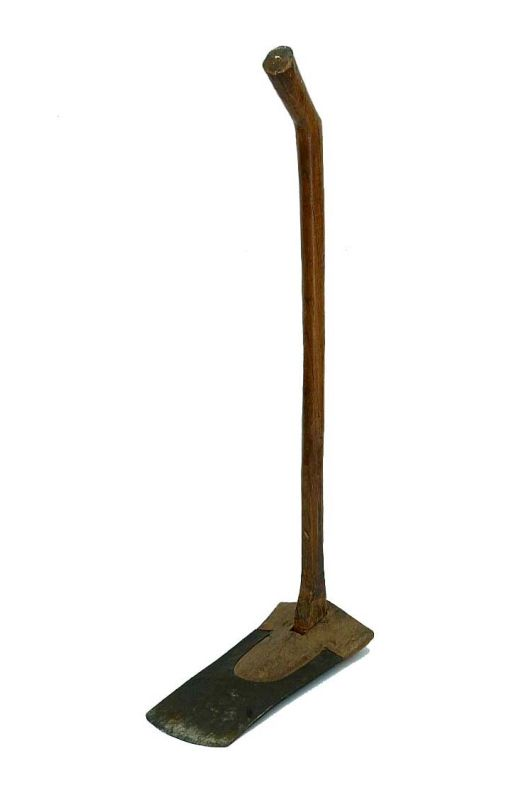
Pacul indonesi
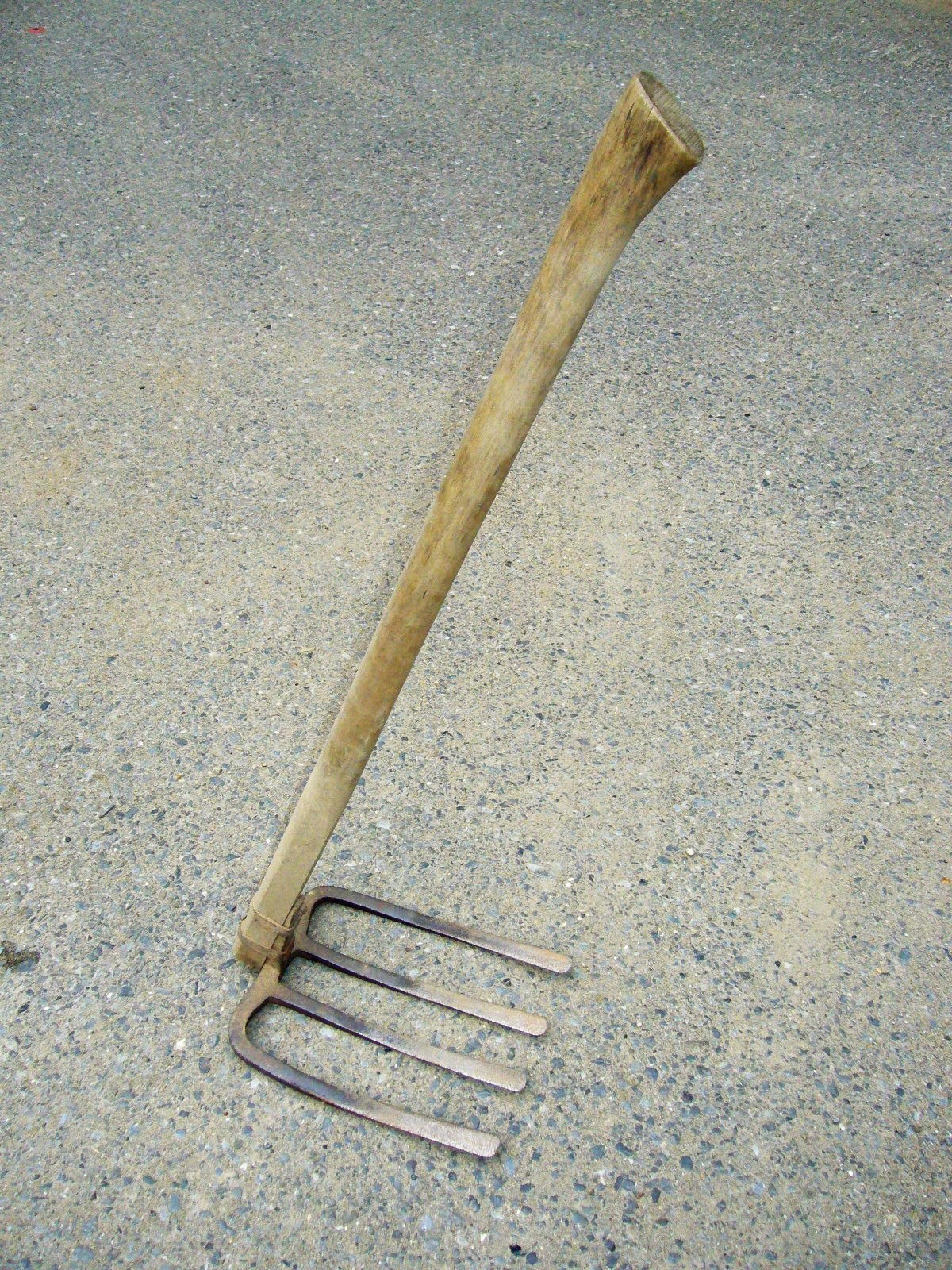
Del Japó, el 'bicchiu-guwa' (びっちゅうぐわ), una aixada per als arrossars.
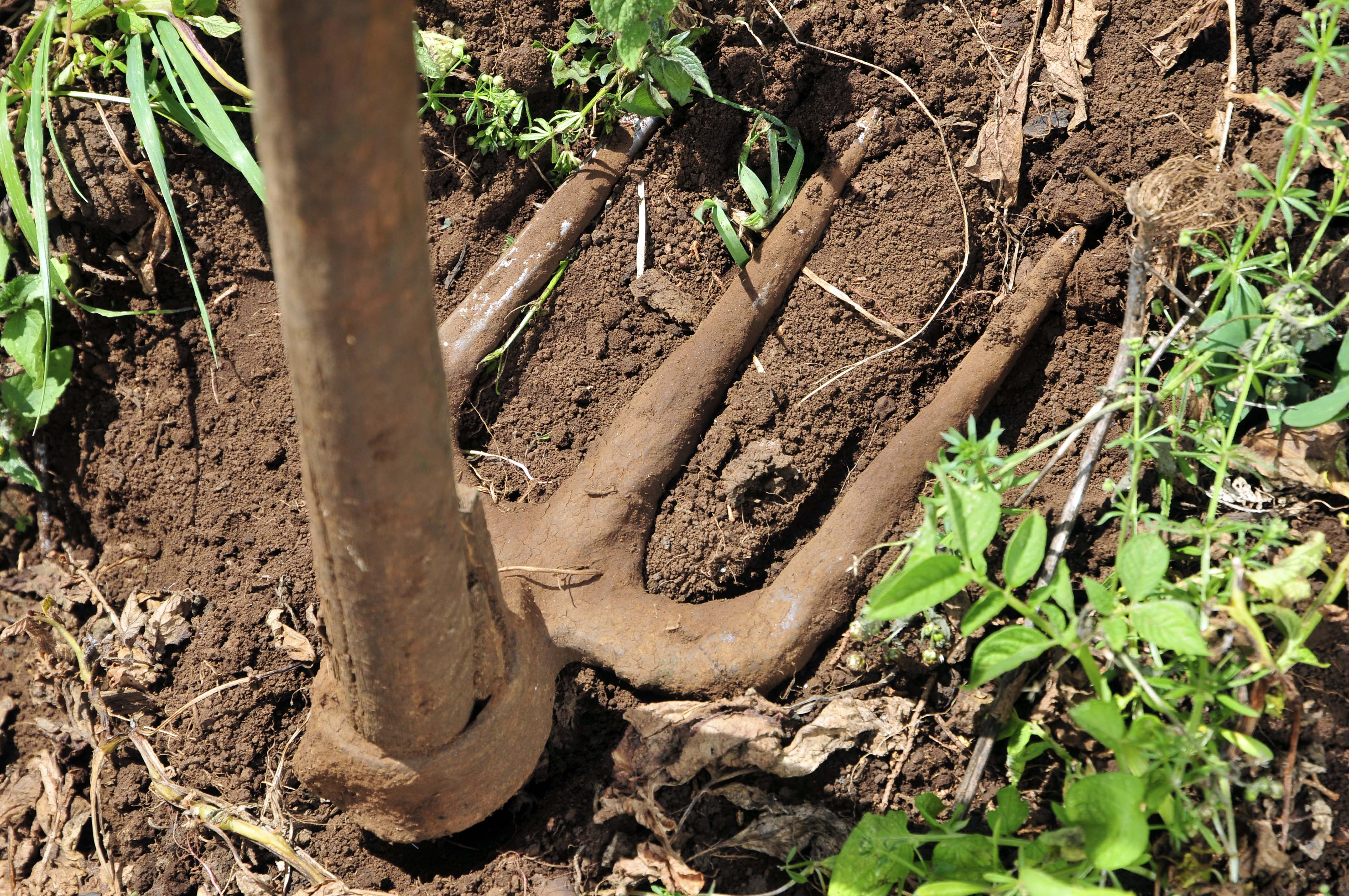
Una aixada de tres dents de la muntanya Kenya.
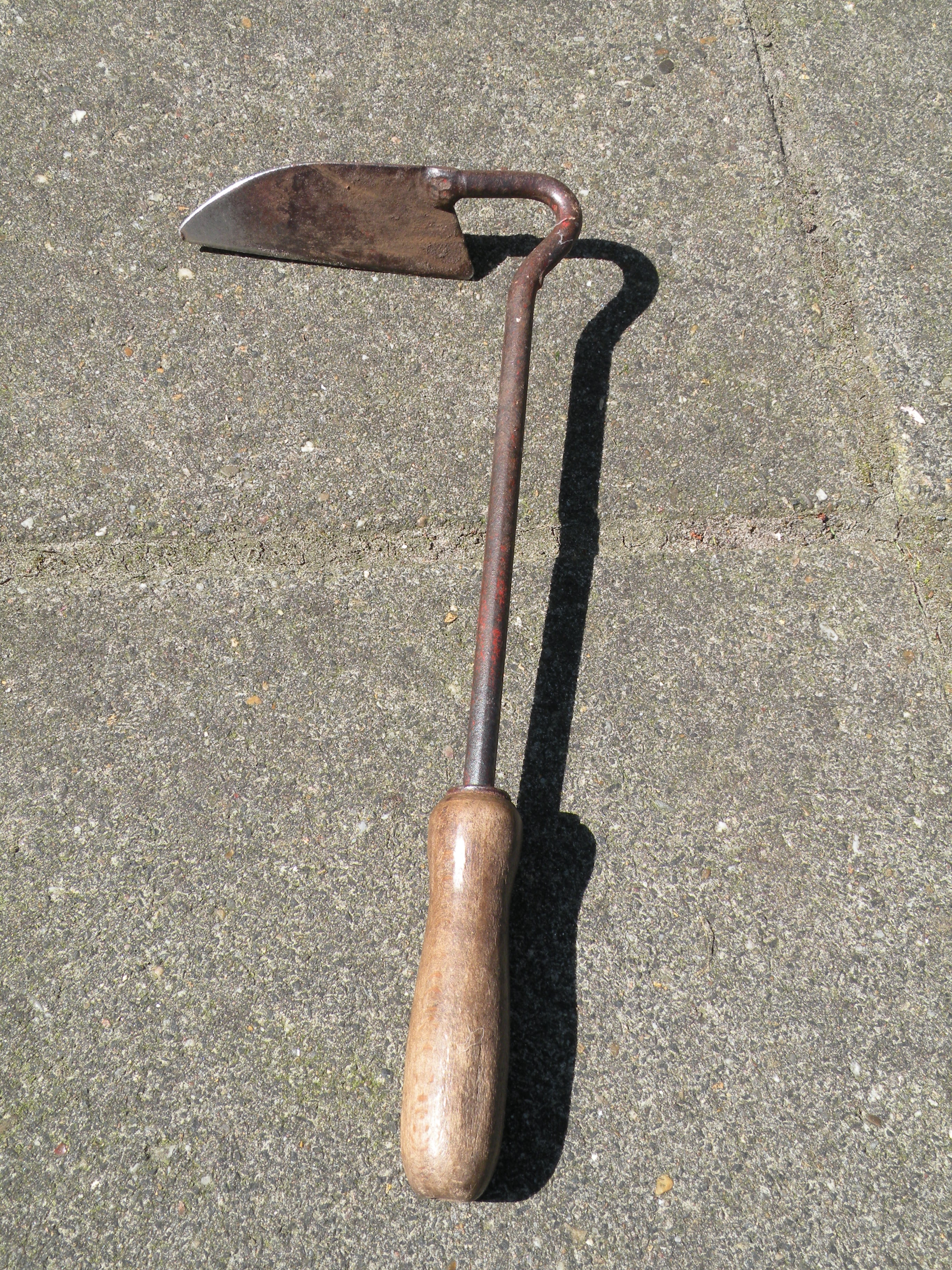
Una petita aixada de mà de mànec curt.
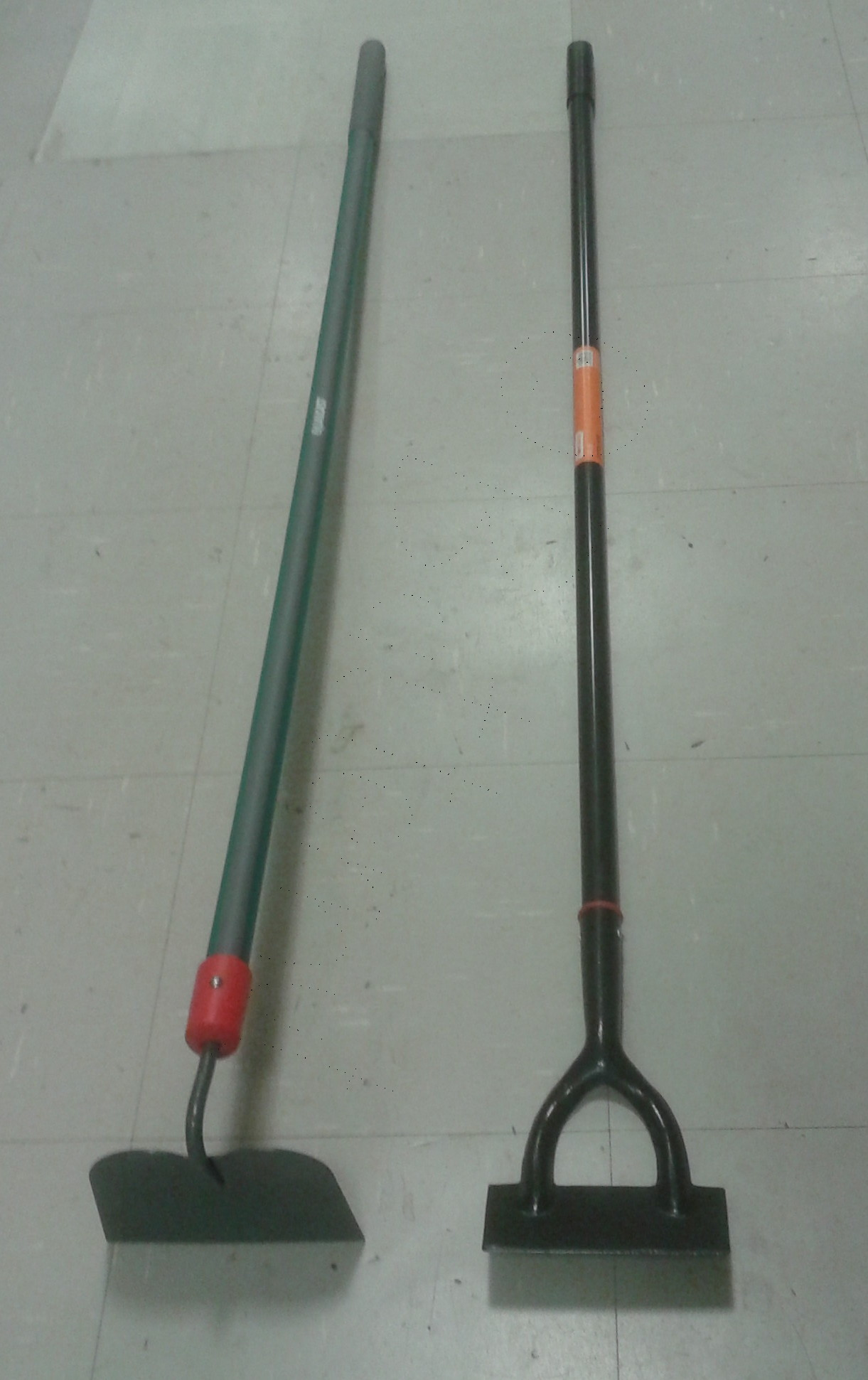
L'aixada de dibuix (esquerra) i l'aixada holandesa (dreta) que es venen actualment al Regne Unit.
Bandera de Moçambic, amb una aixada de tir